# Capitanía de Río Grande de San Pedro
La capitanía de Río Grande de San Pedro (en portugués: Capitania do Rio Grande de São Pedro) en el Brasil fue creada por la corona portuguesa en 1760 bajo dependencia de Río de Janeiro, en tierras ganadas al dominio español y ya ocupadas de facto por colonos portugueses. El 19 de septiembre de 1807, fue transformada en capitanía general.

## Historia

### Misiones jesuíticas
En el siglo XVII la Compañía de Jesús llegó a la zona. Estos jesuitas iniciaron su actividad creando reducciones. Los jesuitas crearon la llamada "Provincia de las Misiones" que originalmente tenía como límite oriental la Línea de Tordesillas y como límite septentrional (aproximado) el paralelo 20º S (al este del río Paraná sus límites efectivos septentrionales estaban dados por el río Paranapanema o Paranapané), es decir, toda la región llamada La Pinería o Guayrá.
En 1704 los jesuitas de la Reducción de Yapeyú crearon la "Vaquería de los Pinares", en lo que es hoy parte del estado brasileño de Río Grande del Sur, limitada por la Sierra General, el río Uruguay y los extensos bosques al oeste.

### Ocupación portuguesa
En 1737, una expedición militar portuguesa al mando de José da Silva Paes fue enviada con el propósito de garantizar la posesión de las tierras ubicadas al sur del actual Brasil. El 17 de febrero de 1737 Silva Paes fundó el presidio de Río Grande, en la desembocadura del río San Pedro que conecta la laguna de los Patos con el océano, erigiendo también el fuerte Jesús, María, José de Río Grande. En 1739 fue creada la capitanía de Santa Catalina con la porción sur de la capitanía de San Pablo y los nuevos territorios en la zona de Río Grande, siendo nombrado gobernador Silva Paes. En 1742 fue fundada la villa de Porto dos Casais, la actual Porto Alegre.
Entre los años 1754 y 1756 se llevó a cabo la guerra Guaranítica que enfrentó a los guaraníes misioneros con España y Portugal, debido a la cesión de los siete pueblos de las Misiones Orientales a Portugal y la obligación de trasladarse al occidente del río Uruguay.
En 1760 Río Grande, que hasta entonces estaba sujeta a la capitanía de Santa Catalina, pasó a ser la capital de la nueva capitanía do Rio Grande de São Pedro, dependiente de Río de Janeiro.
En 1761, durante la guerra de los Siete Años, el rey Carlos III de España denunció el tratado de Madrid, firmando con Portugal el Tratado de El Pardo, merced a la diplomacia volvió la Colonia del Sacramento a los portugueses y las Misiones Orientales (arruinadas y vacías) a España por el Tratado de París de 1763.
En 1763 el español Pedro de Ceballos invadió la villa de Río Grande, retirándose los portugueses hacia São José do Norte en la orilla opuesta a Río Grande, pasando la capital de la capitanía a la población de Viamão de 1766 hasta 1773 en que fue transferida a Porto dos Casais (actual Porto Alegre). La permanencia de los españoles en la villa duró hasta el 1 de abril de 1776, fecha en que el comandante general portugués de São José do Norte, el alemán Johann Heinrich Bohm, atacó los fuertes de Santa Bárbara y Trindade y recuperó la villa con ayuda del sargento mayor Rafael Pinto Bandeira.
Pedro de Ceballos fue el primer virrey del Río de la Plata y al ser nombrado recibió la orden de detener la expansión lusitana. A principios de 1777, Ceballos y sus hombres recuperaron la isla de Santa Catarina, sin disparar un solo tiro ya que la escuadra portuguesa la abandonó. El 21 de abril llegó a Montevideo, desde donde proyectaba dirigirse contra la ciudad de Río Grande cuando recibió noticias de un tratado de paz firmado entre España y Portugal que lo obligaba a retirarse.
Según quedó establecido en el Tratado de San Ildefonso, firmado en octubre de 1777 entre España y Portugal, este abandonaba la Colonia del Sacramento a cambio de la posesión definitiva de Río Grande. El límite de Río Grande con las posesiones españolas quedó establecido a partir de la desembocadura del río Pepirí (también llamado río Pepirí Guazú) en el extremo noroeste, siguiendo desde allí hasta llegar a la sinuosa línea serrana que divide la cuenca platense de la cuenca de la laguna de los Patos y que llega a las nacientes del río Negro en el sur y desde allí hasta la laguna Merín, siguiendo por sus costas hasta el punto sur de ésta, y desde él, a la desembocadura del arroyo Chuy en el Atlántico al sureste.

## Conquista de las Misiones Orientales
En el contexto de la Guerra de las Naranjas en 1801, en la que España ocupó Olivenza en Portugal, los portugueses de Río Grande conquistaron territorios españoles fronterizos. El coronel Rafael Pinto Bandeira pasó el río Piratiní (frontera de facto) y conquistó las guardias españolas de San José, Santa Rosa, Quilombo y Laguna, llevando el límite hasta el río Yaguarón. En la frontera del Río Pardo, los dragones al mando del coronel Patrício Correia Câmara, conquistaron Batoví y arrasaron el Fuerte de Santa Tecla, retirándose los españoles hacia Cerro Largo y los de la guardia de San Sebastián hacia San Borja.
A partir de la actual Santa María, 40 peones de la estancia de Maneco Pedrozo, comandados por éste, ocuparon la Guardia de San Martín y desde allí se lanzaron sobre los pueblos misioneros. El 8 de agosto de 1801, un grupo de irregulares portugueses al mando del comandante José Francisco Borges do Canto, aliados con algunos guaraníes descontentos, ocuparon el pueblo de San Miguel Arcángel y pocos días después conquistaron Santo Ángel, San Luis Gonzaga, San Nicolás, San Lorenzo y San Juan. 
A estas conquistas siguió la ocupación de la zona de la actual Santa Vitória do Palmar, pasando los arroyos Taim y Albardón que eran la frontera de facto y atacando las guardias de Chuy y San Miguel, que fueron evacuadas hacia Cerro Largo. La realizó el capitán de milícias Simão Soares da Silva y el teniente de Dragones José Antunes de Porciúncula, al frente de 100 milicianos y 36 Dragones de Río Pardo.
Un contingente español procedente de Cerro Largo chocó con los portugueses sobre el río Yaguarón en el combate del Paso de las Perdices, el 17 de octubre, mientras otro contingente al mando del teniente coronel José Ignácio de La Quintana, con cerca de 600 hombres se dirigió a reconquistar las Misiones, pero 300 dragones portugueses de Río Pardo conquistaron San Borja y rechazaron a de La Quintana en Batoví la actual Rosário do Sul, obligándolos a regresar a Cerro Largo. El 29 de noviembre 100 españoles y 80 indígenas fueron rechazados en San Borja.
Los españoles se concentraron en el fuerte de Cerro Largo al mando de Rafael de Sobre Monte, quien el 5 de diciembre de 1801 envió un ultimátum de 24 horas al coronel Manuel Marques de Souza, para que evacúe la región, que fue rechazado. El 10 de diciembre de 1801 la frontera de Río Grande fue reforzada por 400 dragones y milicianos de Río Pardo al mando de Patrício Correia Câmara, por lo que el 13 de diciembre Sobre Monte ordenó la retirada hacia Cerro Largo ante el peligro de ser batido. El 17 de diciembre se conoció la paz firmada en Europa.
El Tratado de Badajoz en 1801, reconoció la soberanía española en los territorios conquistados en las Misiones Orientales, pero Portugal no los entregó y anuló el tratado el 1 de mayo de 1808, perdiéndose para España los siete pueblos y once estancias al este del río Uruguay. Luego de esto hubo breves períodos de reconquista: entre 1810-1820 Andrés Guazurary llegó a recuperar el control de gran parte del territorio ocupado y al casi concluir la Guerra del Brasil las tropas argentinas y orientales al mando de Fructuoso Rivera las ocuparon por un breve período.
El 19 de septiembre de 1807 la Corona portuguesa elevó la capitanía a capitanía general, militarizándola fuertemente y denominándola Capitania de São Pedro do Rio Grande do Sul. Separándola de la dependencia de Río de Janeiro y subordinándole la capitanía de Santa Catalina.
Con el territorio de las Misiones Orientales entre el río Uruguay al oeste y el río Ibicuy al sur, Portugal creó el Distrito de Misiones, incorporado a la Capitanía de San Pedro del Río Grande del Sur. En 1808 pasó a ser Comandancia Militar de Misiones. Posteriormente, entre 1810 y 1820 el límite se fue estableciendo en el río Cuareim.
Una provisión real del 7 de octubre de 1809 dividió administrativamente la capitanía en 4 grandes municipios: Porto Alegre, Río Grande, Río Pardo y Santo Antônio da Patrulha. 
El 28 de febrero de 1821 se volvió una provincia (provincia de Río Grande del Sur), que quedó integrada en el Imperio de Brasil a partir del 22 de septiembre de 1822.